# Brauerei Karg

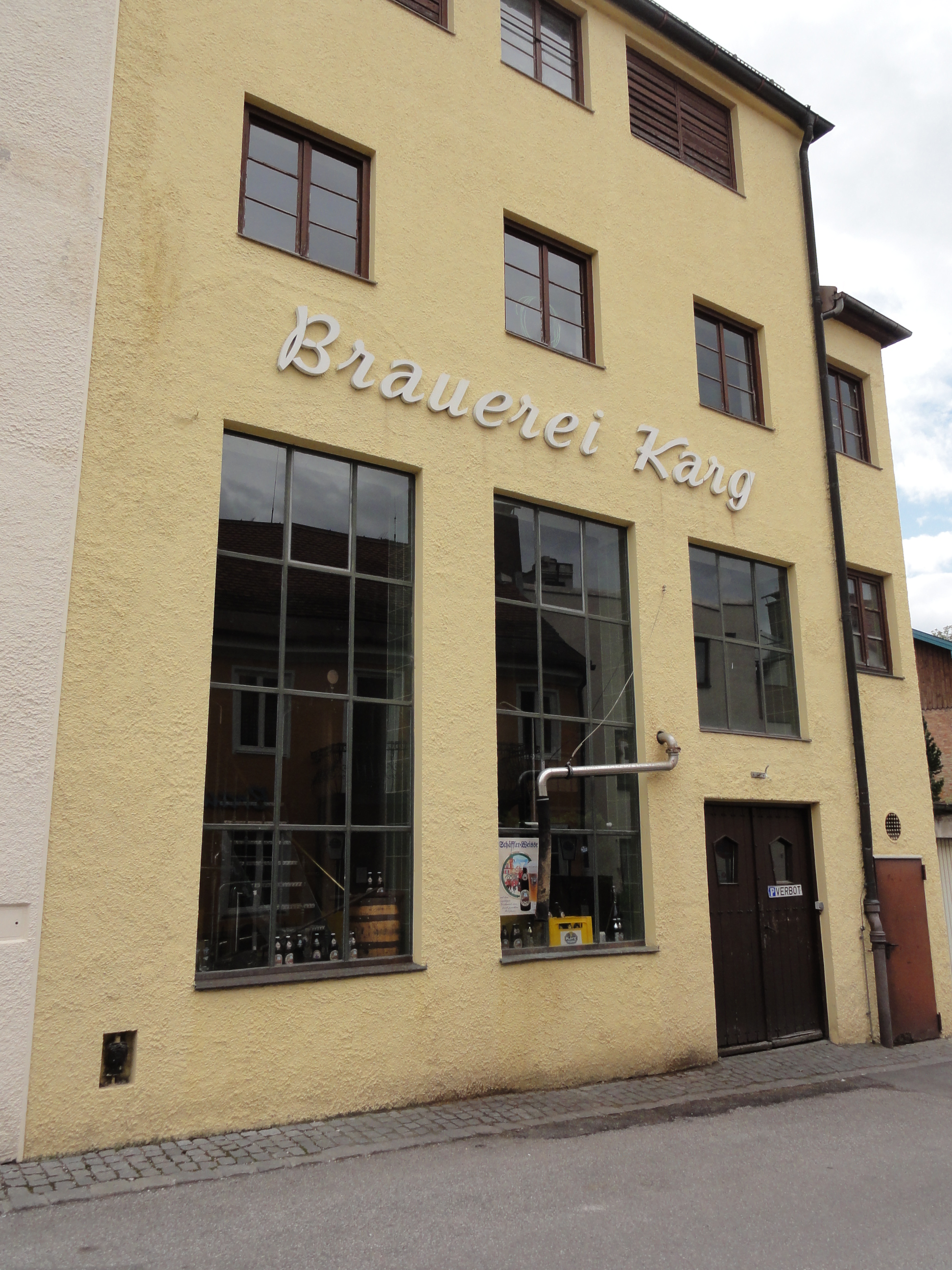
Brauerei Karg

Die Brauerei Karg ist eine Brauerei in Murnau am Staffelsee, die vorwiegend Weißbiere produziert. Karg hat einen Jahresausstoß um 10.000 Hektoliter.

## Geschichte
An der Stelle der Brauerei Karg am Murnauer Untermarkt gab es seit 1899 die Weißbierbrauerei Hirschvogel, die Andreas Karg 1912 kaufte. Dessen gleichnamiger Sohn übergab den Betrieb 1977 an seinen Neffen Franz Schubert (ein Enkel von Andreas Karg senior). Dessen Tochter Victoria Schubert-Rapp ist seit 2008 Co-Geschäftsführerin. Die Spezialisierung der Brauerei Karg auf obergärige Weißbiere erfolgte 1980 aus Platzgründen, zuvor wurden auch untergärige Biere gebraut. Seit 2021 befindet sich mit dem „Murnauer Hell“ wieder ein untergäriges Bier im Sortiment.

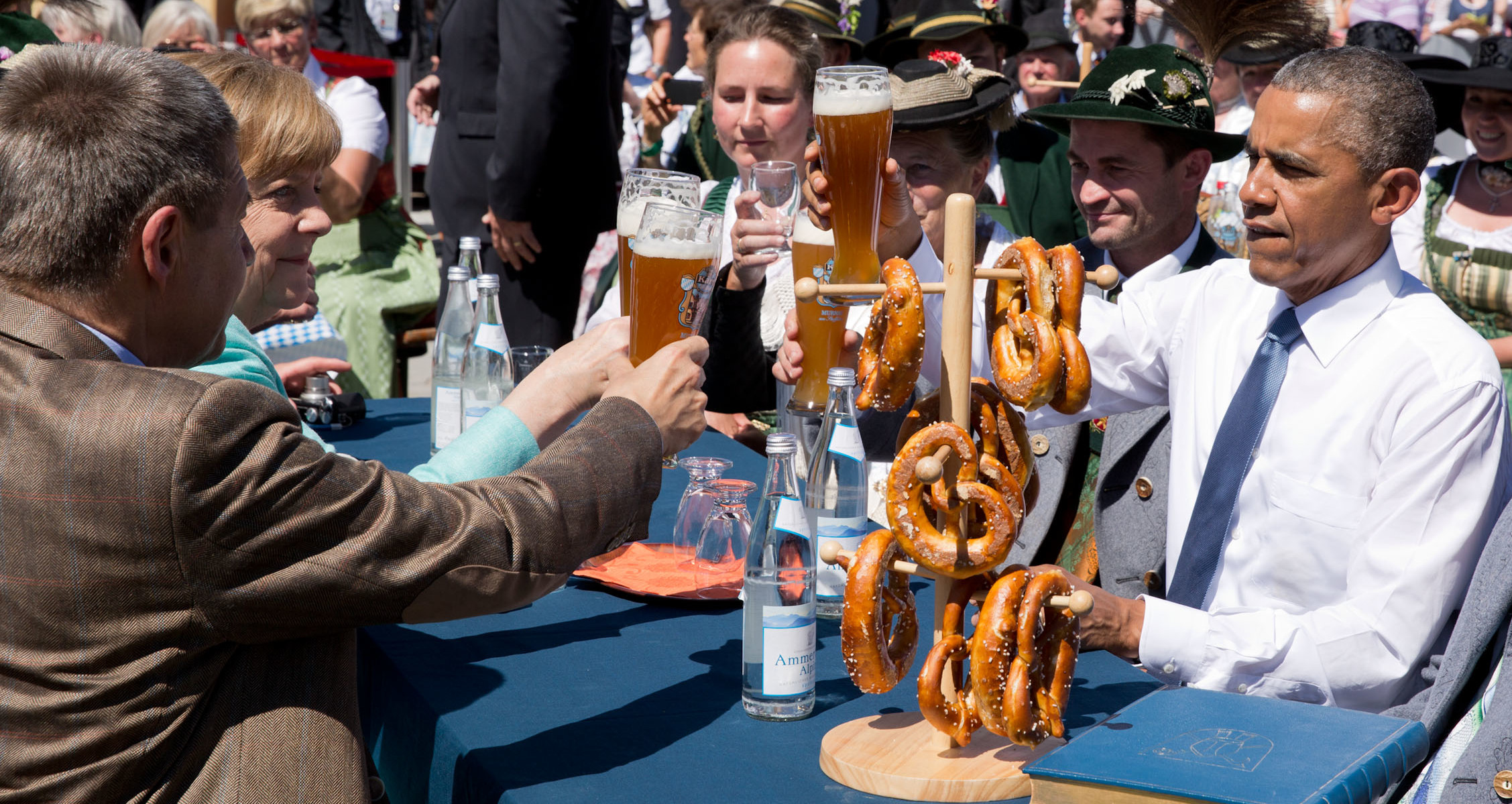
Obama mit einem Karg-Weißbierglas

Die Brauerei Karg wurde kurzzeitig überregional bekannt, als der US-amerikanische Präsident Barack Obama 2015 im Vorfeld des G7-Gipfels auf Schloss Elmau bei einem Besuch in Krün aus einem Karg-Weißbierglas trank.
Seit Anfang 2018 betreibt Karg die Schaubrauerei im Freilichtmuseum Glentleiten, in der untergärige Biere gebraut werden.

## Produkte
Stand: März 2021
- Helles Weißbier
- Dunkles Weißbier
- Leichtes Weißbier
- Staffelsee Gold
- Weizenbock (saisonal)
- IPA (saisonal)
- Murnauer Hell

Außerdem wird vom Weißbräu Schwendl in Tacherting abgefülltes alkoholfreies Weißbier unter der Marke Karg angeboten.